# Juntos por el Cambio
Juntos por el Cambio (em português:  Juntos pela Mudança)  (às vezes abreviado como JxC ou Juntos na província de Buenos Aires) foi uma coalizão política argentina criada para participar nas eleições nacionais da Argentina de 2019. Foi uma continuação da aliança Mudemos, que ganhou as eleições em 2015. Foi liderada pelo ex-presidente Mauricio Macri, mas depois da derrota nas eleições de 2019, sua liderança tem sido questionada. Os principais partidos políticos integrantes foram a Proposta Republicana, União Cívica Radical, Coalizão Cívica ARI e Peronismo Republicano. 
A coalizão competiu nas eleições de 2019 com a chapa integrada pelo então presidente, Mauricio Macri e o senador Miguel Ángelo Pichetto. Macri não conseguiu se reeleger e ficou com 40,28% dos votos, ficando em segundo lugar, atrás da chapa da Frente de Todos, integrada por Alberto Fernández e Cristina Fernández de Kirchner, que ganhou no primeiro turno com 48,24% dos votos. Nas eleições de 2023, a coalizão escolheria a ex-ministra da segurança, Patricia Bullrich para concorrer as eleições presidenciais, na qual ela acabou ficando em terceiro colocado, recebendo 23,83% dos votos válidos. Bullrich acabaria declarando apoio ao candidato do Liberdade Avança, Javier Milei, vitorioso no segundo turno daquela eleição.  
Após a vitória de Milei no segundo turno, a Coalizão Cívica ARI, liderada por Elisa Carrió, decidiu deixar a aliança. Posteriormente, o bloco Cambio Federal formado por Miguel Ángel Pichetto, Margarita Stolbizer, Emilio Monzó, Ricardo López Murphy e representantes dos governadores de Entre Ríos e Chubut, também rompeu com o Juntos pela Mudança e resolveu ingressar no bloco de Juan Schiaretti no congresso com o Hacemos Coalición Federal, sendo assim a coligação finalmente dissolvida no fim de dezembro de 2023.

## História

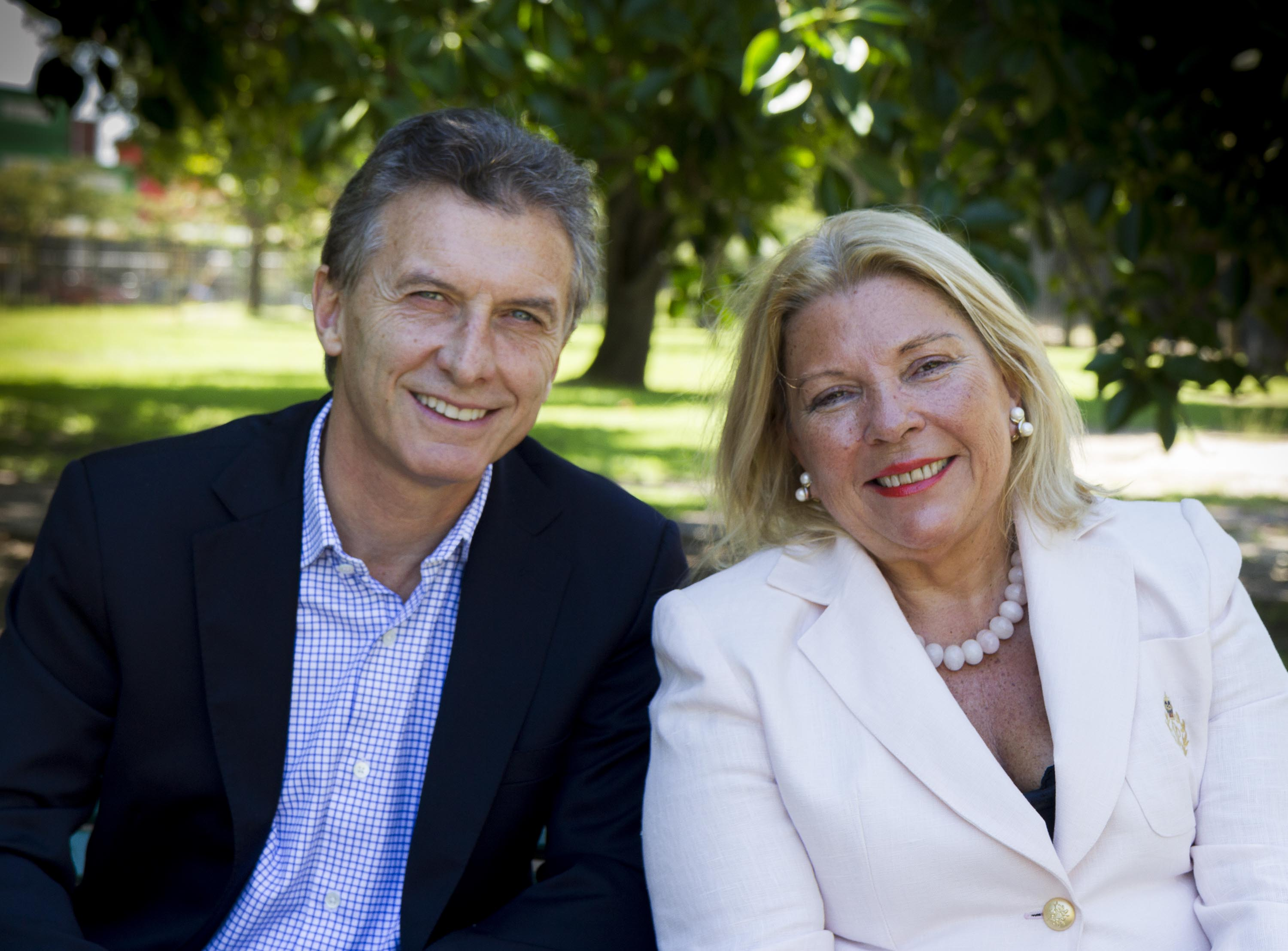
Mauricio Macri e Elisa Carrió no lançamento da aliança Juntos por el Cambio

Em maio de 2019, o presidente da UCR, Alfredo Cornejo propôs aumentar a coalizão Cambiemos a outros dirigentes, como Roberto Lavagna, Miguel Ángel Pichetto, Juan Manuel Urtubey e Sérgio Massa. Essa posição foi apoiada pela Convenção Nacional da UCR, que se reuniu no Parque Norte. Umas semanas depois, Pichetto declarou a imprensa que via como impossível integrar uma ampliação da até então aliança governante. Urtubey, do Partido Justicialista, declarou que funcionários do governo nacional haviam lhe oferecido a candidatura à vice-presidente. Em 11 de junho de 2019, Mauricio Macri anunciou no Twitter que Pichetto o acompanharia na chapa presidencial.
Na cidade de Buenos Aires, a UCR não participou de Cambiemos nas eleições de 2015 e 2017, onde fez parte da coalizão social-democrata Evolución Ciudadana apoiando a candidatura de Martín Lousteau. Em 25 abril de 2019, Losteau também pediu uma ampliação de Cambiemos. Em 26 de junho, foi anunciada a incorporação da UCR em Buenos Aires e também do Partido Socialista (ambos faziam parte da coalizão Evolución Ciudadana) ao Juntos por el Cambio.

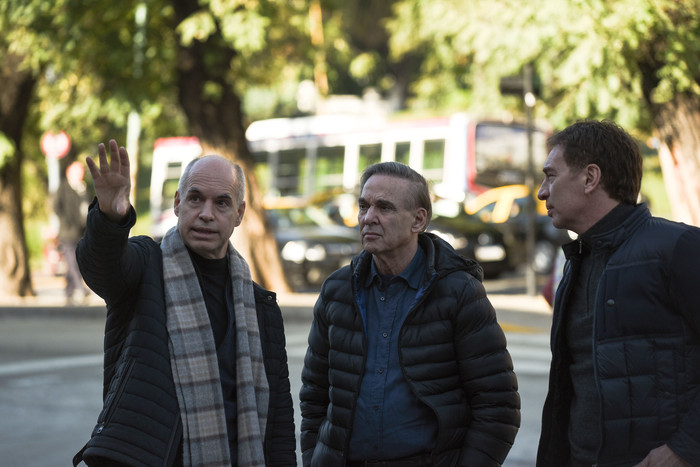
Miguel Ángel Pichetto, Horácio Rodríguez Larreta e Diego Santilli, líderes da coalizão.

Por meio de Pichetto, a coalizão incorporou Lucila Crexell, senadora nacional pela província de Neuquén, originalmente do partido Movimiento Popular Neuquino, e o senador Carlos Espínola da província de Corrientes, que fazia parte do Partido Justicialista.
Na Província de Buenos Aires, Juntos por el Cambio incorporou dissidentes do Frente Renovador (FR) e alguns ex-membros do espaço Alternativa Federal, que saíram dias após o anúncio da entrada de Pichetto na fórmula presidencial.

## Falcões e Pombas
A mídia argentina usa o conceito de "falcões e pombos" (em castelhano:  Halcones y Palomas) para diferenciar os membros com posições mais fortes e agressivas contra os moderados da coalizão. Os "falcões" são os com uma política econômica mais liberal e de direita o extrema direita, de tolerância zero contra o crime, enquanto as "pombas" estão associadas a aspectos centristas.

## Posicionamentos
De acordo com a mídia, JxC é uma coalizão de centro-direita pois é liderada por Mauricio Macri
Ele alinhou o país com o neoliberalismo e reabriu a Argentina aos mercados internacionais, suspendendo o controle da moeda, reestruturando a dívida externa e sugerindo soluções de livre mercado.
O ex-presidente Mauricio Macri disse que buscaria reformas mais abrangentes para a Argentina se sua coalizão governista obtivesse uma vitória retumbante nas eleições legislativas de 2017. Macri disse a repórteres que os argentinos deveriam esperar reformas tributárias, educacionais e trabalhistas, sem fornecer detalhes. O líder vinha promovendo uma agenda de reformas de livre mercado para tentar reformular a economia da Argentina.
Sua presidência foi criticada por não conseguir reformar a economia argentina, ao mesmo tempo em que foi elogiado pelo seu legado anticorrupção e abrir o mercado da Argentina para o exterior.

## Partidos Integrantes
Juntos por el Cambio é integrado pelos seguintes partidos:
| Partido | Partido                                                                       | Líder                   | Ideologia                    | Posição         |
| ------- | ----------------------------------------------------------------------------- | ----------------------- | ---------------------------- | --------------- |
|         | Proposta Republicana                                                          | Mauricio Macri          | Liberalismo conservador      | Centro-direita  |
|         | União Cívica Radical                                                          | Alfredo Cornejo         | Radicalismo                  | Centro          |
|         | Coalizão Cívica ARI                                                           | Elisa Carrió            | Liberalismo social           | Centro          |
|         | Peronismo Republicano                                                         | Miguel Ángel Pichetto   | Peronismo Federal            | Centro-direita  |
|         | Confiança Pública                                                             | Graciela Ocaña          | Liberalismo social           | Centro          |
|         | Partido Democrata Progessista                                                 | Ana Copes               | Liberalismo                  | Centro-direita  |
|         | Geração para um Encontro Nacional (GEN) (em PBA, CABA, Entre Ríos e La Pampa) | Margarita Stolbizer     | Social-democracia            | Centro-esquerda |
|         | Frente Cívico de Córdoba                                                      | Luis Juez               | Regionalismo cordobés        | Centro          |
|         | Movimiento de Integração e Desenvolvimento                                    | Juan Pablo Carrique     | Desenvolvimentismo           | Centro-direita  |
|         | União Popular                                                                 | Graciela Devita         | Peronismo Federal            | Direita         |
|         | Partido Nacionalista Constitucional UNIR                                      | Alberto Asseff          | Conservadorismo nacionalista | Direita         |
|         | Partido do Diálogo                                                            | Emilio Monzó            | Peronismo                    | Centro          |
|         | Partido Socialista (em PBA e CABA)                                            | Roy Cortina             | Social-democracia            | Centro-esquerda |
|         | Republicanos Unidos (em CABA e Mendoza)                                       | Ricardo López Murphy    | Liberalismo                  | Centro-direita  |
|         | União do Centro Democrático (em CABA, Catamarca e Santa Fe)                   | Alejandro Portas Dalmau | Conservadorismo liberal      | Direita         |
|         | Partido Democrata Cristão (em PBA, CABA, Jujuy e Tucumán)                     | Jorge Sobisch           | Democracia Cristã            | Centro-direita  |

## Resultados eleitorais

### Eleições presidenciais
| Ano  | Chapa             | Chapa                 | Primárias | Primárias | Primeiro turno | Primeiro turno | Resultado  | Posição |
| Ano  | Presidente        | Vice-presidente       | votos     | %         | votos          | %              | Resultado  | Posição |
| ---- | ----------------- | --------------------- | --------- | --------- | -------------- | -------------- | ---------- | ------- |
| 2019 | Mauricio Macri    | Miguel Ángel Pichetto | 8 121 689 | 31.80     | 10 811 586     | 40.28          | Não Eleito | 2ª      |
| 2023 | Patricia Bullrich | Luis Petri            | 4 139 566 | 16.81     | 6 379 023      | 23.81          | Não Eleita | 3ª      |

### Eleições primárias de 2021
Nas eleições primárias (PASO), realizadas em 12 de outubro de 2021, que decidem quais candidatos irão concorrer nas eleições legislativas, a coalizão JxC ficou em primeiro lugar, obtendo 40,5% dos votos válidos. A aliança venceu em 16 das 24 províncias.

### Eleições legislativas
| Ano  | Deputados Eleitos | %         | Posição |
| ---- | ----------------- | --------- | ------- |
| 2019 | 56 / 130          | 40,36     | 2ª      |
| 2021 | 61 / 127          | 42,75     | 1ª      |
| 2023 | 32 / 130          | A definir | 3ª      |

| Ano  | Senadores Eleitos | %         | Posição |
| ---- | ----------------- | --------- | ------- |
| 2019 | 8 / 24            | 39,21     | 2ª      |
| 2021 | 14 / 24           | 46,25     | 1ª      |
| 2023 | 2 / 24            | A definir | 3ª      |